# Régiment de Hainaut (1684-1762)
Pour les articles homonymes, voir Régiment de Hainaut (homonymie).
Le régiment de Hainaut est un régiment d’infanterie du royaume de France créé en 1684 et licencié en 1762.

## Création et différentes dénominations
- 30 août 1684 : création du régiment de Hainaut, au nom de cette province
- 25 novembre 1762 : licencié

## Colonels et mestres de camp
- 4 septembre 1684 : Nicolas Simon Arnault, marquis de Pomponne, brigadier le 30 mars 1693, † 9 avril 1737
- 1692 :
- 17 septembre 1695 : Henri Antoine de Ricouard, comte d’Hérouville, brigadier le 10 février 1704, maréchal de camp le 8 mars 1718, † janvier 1726
- 15 mars 1718 : Florent Claude du Châtelet-Lomont, marquis du Châtelet, brigadier le 20 février 1734, maréchal de camp le 1er mars 1738, lieutenant général le 2 mai 1744
- 16 avril 1738 : Marc Antoine, marquis de Custine[Note 1]
- 1743 : prince de Craon, † 1745
- 11 mai 1745 : Antoine Adrien Charles, comte de Grammont, fils du précédent, brigadier le 20 mars 1747, maréchal de camp le 1er mai 1758, † 23 septembre 1762
- 1er janvier 1748 : Jean-Baptiste François Colbert de Croissy, marquis de Sablé, brigadier le 20 février 1761, déclaré maréchal de camp en décembre 1762 par brevet expédié le 25 juillet

## Historique des garnisons, combats et batailles du régiment
- 10 février 1749 : renforcé par incorporation du régiment des Landes

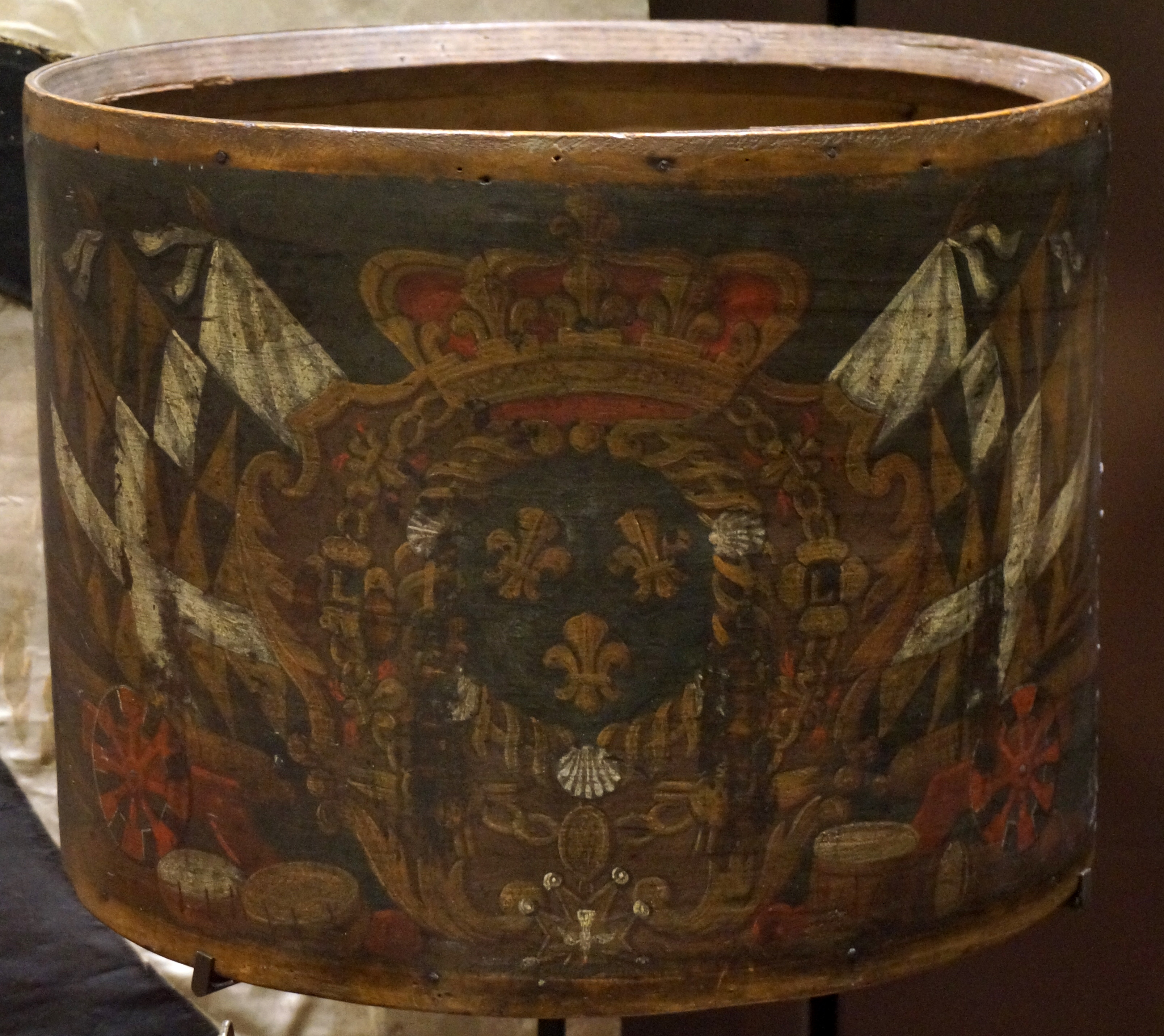
tambour en 1747.

## Drapeaux
3 drapeaux dont un blanc colonel, et 2 d’ordonnance, « bleux & aurores en pointe dans les quarrez par oppoſition, & croix blanches ».

Drapeau d’ordonnance
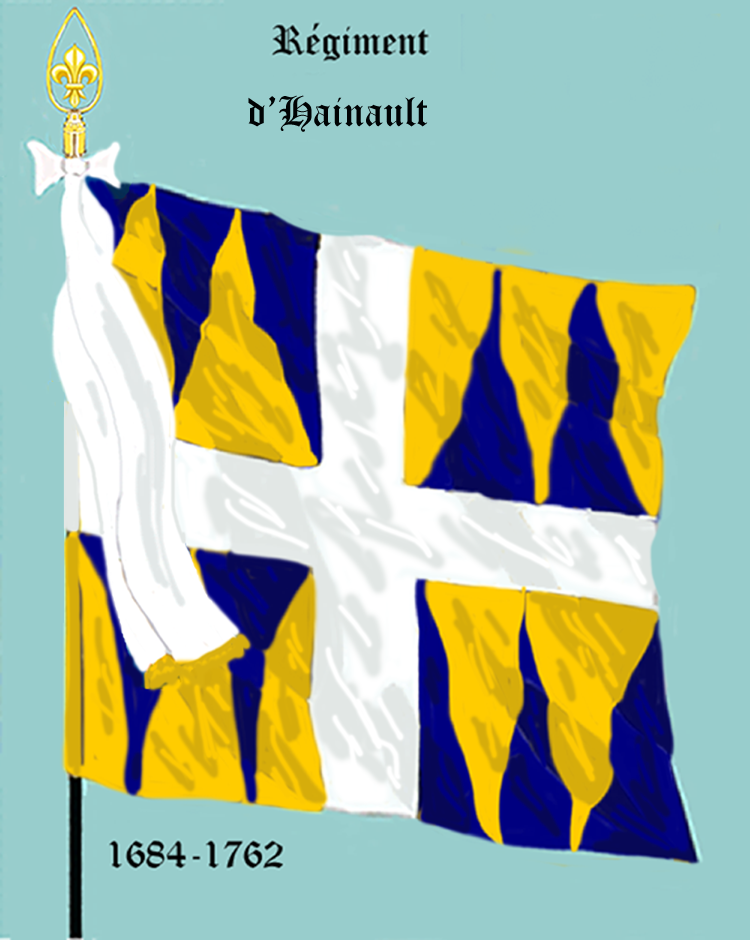
régiment de Hainaut de 1684 à 1762

## Habillement

Uniformes
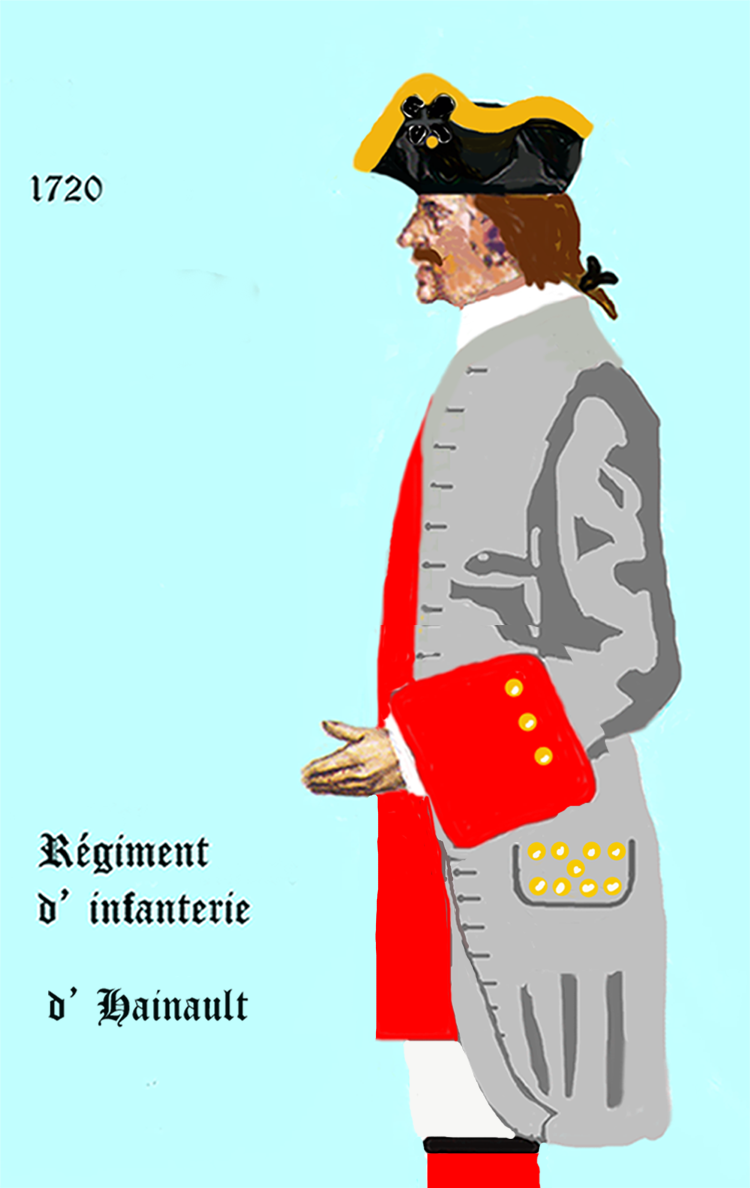
régiment de Hainaut de 1720 à 1734
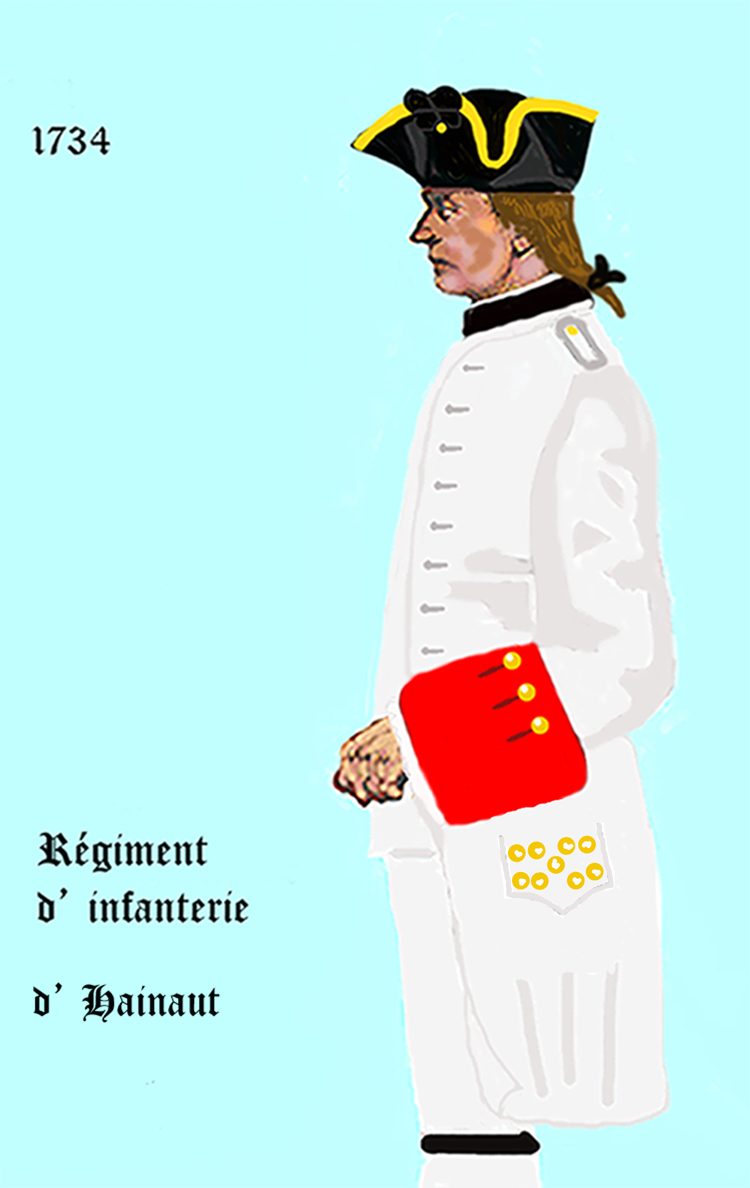
régiment de Hainaut de 1734 à 1762